# NGC 2194
NGC 2194 هو عنقود نجمي مفتوح يتبع كوكبة الجبار. اكتشفه ويليام هيرشل في 11 فبراير 1784.

## روابط خارجية
- NGC 2194 على موقع ويكي سكاي: DSS2, SDSS, GALEX, IRAS, Hydrogen α, X-Ray, Astrophoto, Sky Map, Articles and images